# Nuôi rùa

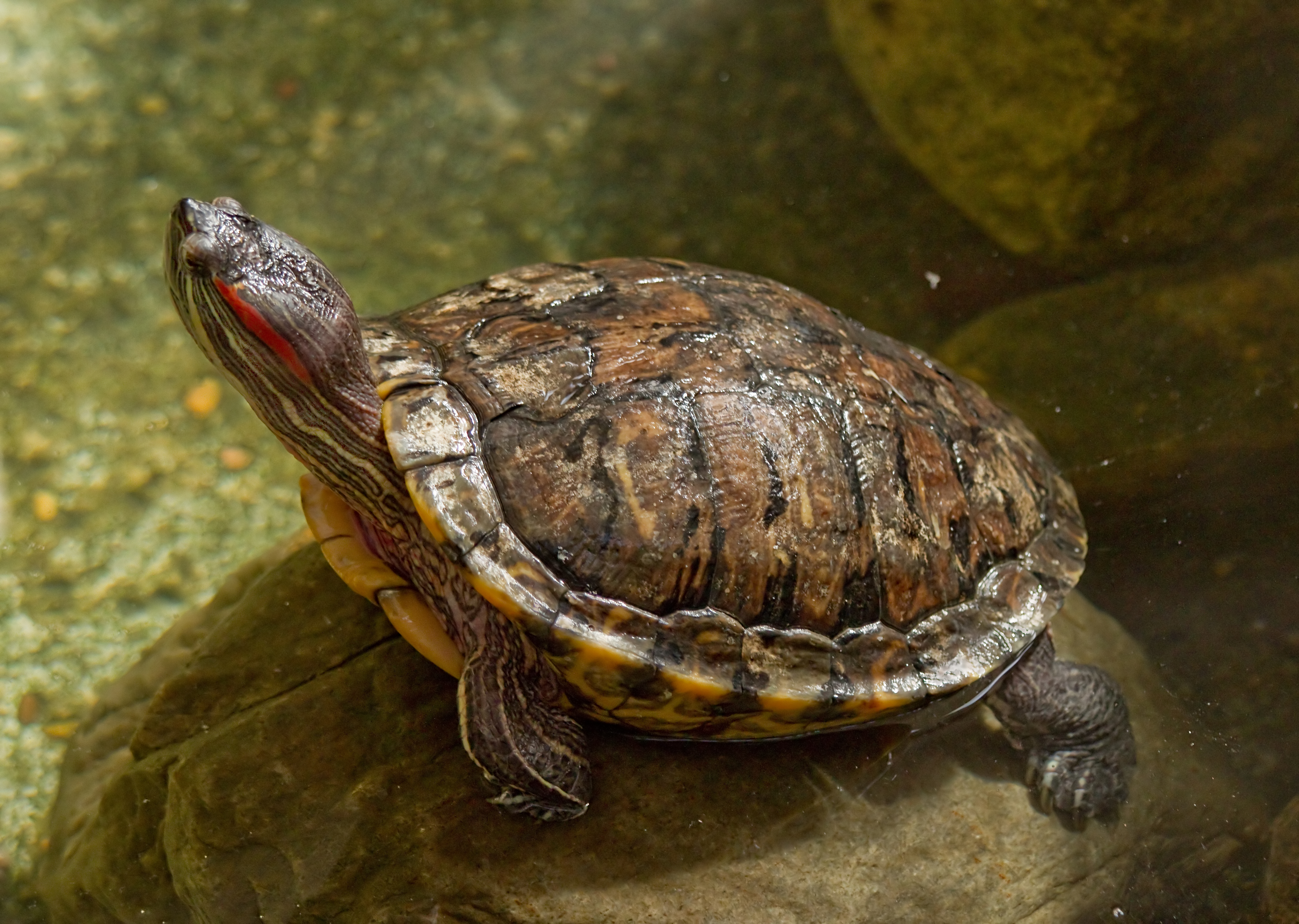
Rùa tai đỏ là một loài vật nuôi thông dụng và do đó đã phát triển ở nhiều vùng trên thế giới và nó cũng là một loài xâm lấn

Nuôi rùa là việc thực hành chăn nuôi các loại rùa khác nhau về mặt thương mại. Động vật nuôi được bán để sử dụng làm thực phẩm cho người sành ăn, thành phần y học cổ truyền, hoặc được sử dụng làm vật nuôi. Một số trang trại cũng bán các loại rùa giống cho các trang trại khác. Những nông dân trên toàn thế giới nuôi rùa nước ngọt là chủ yếu (chủ yếu như rùa mai mềm Trung Quốc (ba ba) như một nguồn thực phẩm và rùa tai đỏ được sử dụng làm vật nuôi, làm cảnh hoặc để phóng sinh do nhìn chung loài rùa hiền lành và là biểu tượng của tuổi thọ. Do đó, việc nuôi rùa thường được phân loại như là một hoạt động nuôi trồng thủy sản. Tuy nhiên, một số rùa trên cạn (ví dụ như loài Cuora mouhotii) cũng được nuôi ở các trang trại cho buôn bán vật nuôi.

## Tình hình chung

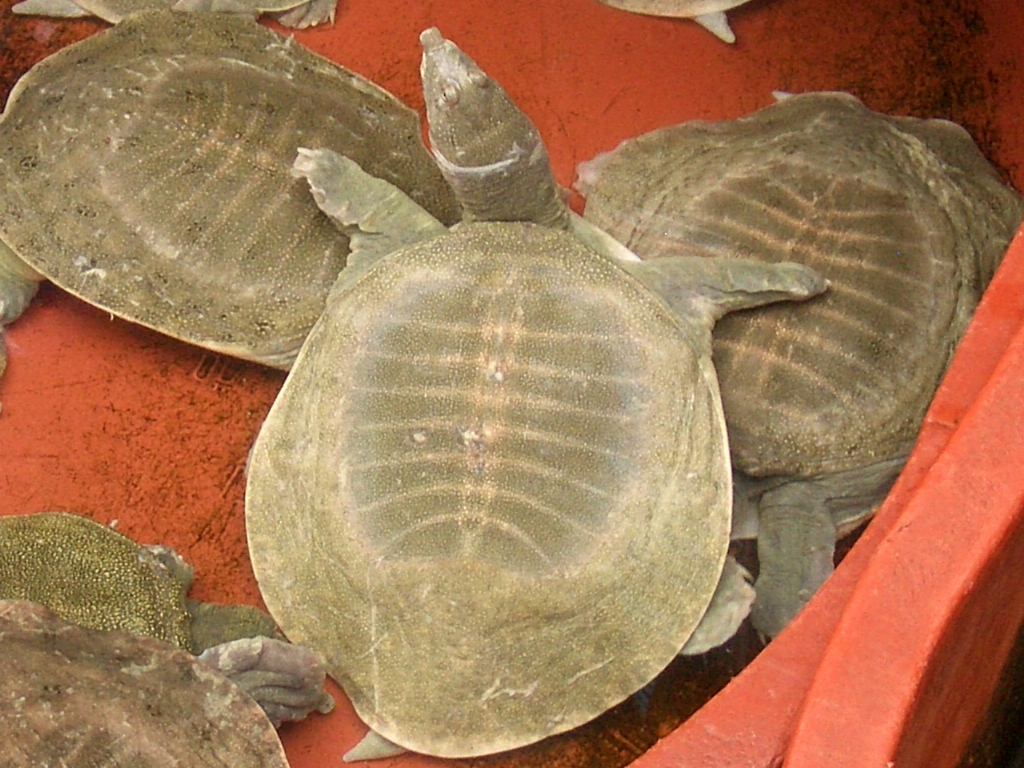
Ba ba một loài được nuôi thông dụng để lấy thịt

Nhật Bản được cho là quốc gia tiên phong trong việc nuôi rùa thương phẩm (ba ba trơn Pelodiscus sinensis) với các trang trại đầu tiên bắt đầu bởi ông Kurajiro Hattori ở Fukagawa gần Tokyo vào năm 1866 Vào đầu thế kỷ 20 trang trại Hattori đã có khoảng 13,6 ha ao rùa, nó đã được báo cáo để sản xuất 82.000 quả trứng vào năm 1904. Phần lớn các trang trại rùa trên thế giới có lẽ nằm ở Trung Quốc. Theo một nghiên cứu công bố năm 2007, hơn một ngàn trang trại rùa hoạt động ở Trung Quốc. Các trang trại có tổng đàn hơn 300 triệu con, và bán được hơn 128 triệu con rùa mỗi năm, với tổng trọng lượng khoảng 93.000 tấn. Các loài phổ biến nhất đưa ra bởi người nông dân rùa Trung Quốc là rùa mai mềm Trung Quốc (ba ba trơn Pelodiscus sinensis), chiếm hơn 97% của tất cả doanh số bán hàng.
Mỗi năm hàng triệu con rùa Mỹ được ấp nở trong trang trại hay bắt từ môi trường hoang dã tiêu thụ ở Trung Quốc. Người Trung Quốc ăn thịt rùa đặc biệt là rùa mai mềm đồng thời sử dụng các bộ phận của rùa để chế thuốc gia truyền… Rùa sống là một loại sản phẩm xuất khẩu ngày càng được ưa chuộng. Nuôi rùa ở Hoa Kỳ bắt đầu vào đầu những năm 1900, với các trang trại ở Maryland và Bắc Carolina. Tuy nhiên, vào năm 2012, việc nuôi rùa tai đỏ tại Oklahoma có xu hướng phát triển rất mạnh, các sản phẩm đã được bán ra tại Virginia và Maryland. Việc nuôi rùa ở Mỹ hiện là một ngành kinh doanh béo bở. Gần 32 triệu con rùa sống được xuất khẩu từ Hoa Kỳ kể từ năm 2003 đến 2005, trong đó hơn 31 triệu con là rùa tai đỏ ở các trang trại nuôi được chuyển đến châu Á
Ở Vùng Đông Nam Á, Ba ba trơn Pelodiscus sinensis được nuôi khá rộng rãi ở Thái Lan (khoảng cuối những năm 1990) ước tính khoảng 6 triệu rùa nở trên trang trại Thái Lan hàng năm. Nuôi rùa tồn tại ở Việt Nam ít nhất là trên một quy mô trang trại hộ gia đình ngay từ năm 1993. Việc chăn nuôi các loại rùa ở Việt Nam cũng là một trong những biện pháp giúp nông dân xóa đói, giảm nghèo, vươn lên làm giàu vì giá thành cả các loại rùa cao hơn so với các loại vật nuôi khác

## Một số loại

### Ba ba
Ba ba hay rùa mai mềm Trung Quốc là một trong những loại rùa được nuôi rộng rãi trên thế giới, đặc biệt là tại Trung Quốc, Thái Lan và Việt Nam để làm thương phẩm, phục vụ cho những nhà hàng với giá trị lớn. Ở Việt Nam, việc nuôi ba ba mà một mô hình kinh tế trang trại, hộ gia đình và giúp nhiều nông dân thoát nghèo, vươn lên khá giả với giá thị trường ba ba khá cao. Một số loài Ba ba thịt còn gọi là ba ba thương phẩm gồm loài ba ba da trơn (ba ba giống Đài Loan), giống ba ba lai F1 giữa bố là ba ba gốc Đài Loan và mẹ là ba ba gốc Malaisia, có tên khoa học là Trionyxsinensis (Ba ba xanh) hoặc các giống ba ba nuôi truyền thống như ba ba trơn, ba ba gai trong đó ba ba gai có trọng lượng lớn, gần gấp đôi so với ba ba thường, chất lượng thịt ngon, thơm hơn các loại ba ba thông thường nên bán được giá, thức ăn chủ yếu của ba ba gai là các loại cá tạp, ốc nên chi phí thấp
Nhìn chung ba ba dễ nuôi, có sức sống tốt, chịu được bẩn, nhanh lớn, sống được ở mật độ dày và cho giá trị kinh tế cao việc chăm sóc ba ba không tốn quá nhiều công sức, mỗi ngày chỉ cần cho ăn một lần, thức ăn chủ yếu của ba ba là cá tép, với chi phí không cao. Ba ba còn là loài có thể chịu được điều kiện yếm khí, sống ở tầng đáy ao, nên khi thả thêm cá không có sự cạnh tranh về môi trường sống. Đồng thời, cá có thể ăn chất thải ba ba, vừa giảm lượng cám sử dụng vừa dọn sạch môi trường ao, sức đề kháng của ba ba khá mạnh, trong quá trình nuôi ít sinh bệnh, tuy nhiên, vào mùa đông sang mùa xuân, thời tiết lạnh, ba ba có xu hướng ngủ đông, không ăn, chậm lớn, dễ bị nhiễm khuẩn, nấm.
Các hộ nuôi ba ba thường sử dụng thức ăn động vật tươi sống, một số nơi có điều kiện cho ăn thêm thức ăn khô. Thức ăn tươi sống gồm động vật còn nguyên con, còn sống hoặc đã chết nhưng thịt còn tươi và không dùng thịt động vật đã bị ươn ôi và thịt động vật đã ướp mặn không có khả năng rửa sạch mặn. Người ta hay cho ba ba ăn các loài cá như cá mè trắng, cá tép dầu, cá mương, cá lành canh nước ngọt và các loài cá biển vụn, cá sơn, cá linh, cá chốt chuột, các loài động vật nhuyễn thể gồm các động vật nhuyễn thể nước ngọt (ốc vặn, ốc sên, ốc đồng, ốc nhồi, trai, hến) và các động vật nhuyễn thể như don, dắt... và động vật giáp xác chủ yếu là các loại tôm, cua rẻ tiền, cả ở nước ngọt và nước mặn
Các loại côn trùng làm thức ăn cho ba ba chủ yếu là giun đất, nhộng tằm. Giun đất có thể nuôi để cho ăn, có thể bắt giun tự nhiên trong vườn, bãi ven sông và các động vật khác thường là tận dụng thịt của các động vật rẻ tiền không thuộc diện dùng làm thực phẩm cho người, và thịt phế liệu của các xí nghiệp chế biến thực phẩm như cá, tôm, mực, gia súc, gia cầm..., có thể sử dụng cá khô nhạt, tôm khô nhạt... để cho ăn kèm thức ăn tươi hàng ngày hoặc dự trữ cho ăn khi thiếu thức ăn tươi, các ao rộng nuôi ba ba với mật độ thưa có thể kết hợp nuôi ốc, nuôi cá tép nhỏ trong ao cho ba ba tự bắt ăn dần, không nhất thiết phải cho ba ba ăn hàng ngày, có thể dùng phân chuồng, phân xanh, phân vô cơ để gây nuôi động thực vật làm thức ăn cho ốc, cho cá tép nhỏ, hoặc có thể dùng các loại cám cho cá tép nhỏ ăn trực tiếp giúp chi phí thức ăn cho nuôi ba ba thấp, hiệu quả kinh tế cao.
Ở các vùng nhiệt đới, nếu trời nóng quá thì cho thêm lục bình để ba ba trú ẩn. Ba ba con được sinh sản sau 1-2 tuần tuổi có thể xuất bán, nuôi từ 1 -1,5 năm là ba ba có thể đạt trọng lượng 0,6–1 kg, có thể xuất bán được. Người ta sẽ chọn con giống khỏe mạnh, nguồn thức ăn bảo đảm vệ sinh, ao nuôi phải sạch sẽ, dưới đáy rải một lớp cát mịn dày khoảng 10 cm. Ao nuôi che chắn cẩn thận, xây tường cao 1 m, có lưới bao quanh để ba ba không thoát ra ngoài. Quan trọng nhất là từ tháng nuôi thứ 9 phải tiến hành phân đàn, tách riêng con đực và cái sẽ hạn chế hao hụt và hiệu quả kinh tế cao. Điều quan trọng nhất khi nuôi ba ba là phải đảm bảo nguồn nước sạch, không bị ô nhiễm bởi các chất hóa học, chất thải.

### Rùa tai đỏ
Rùa tai đỏ xuất xứ từ thung lũng Mississippi ở Bắc Mỹ, loài này khi mới sinh ra chỉ dài khoảng 2 cm, lúc trưởng thành đạt đến 25 cm, có thể sống từ 50 -70 năm, Đây là một loại động vật ăn tạp hung dữ, chúng ăn tất cả các loài cá bé hơn nó và các động vật thủy sinh khác, rùa được xếp hạng một trong số 206 động vật xâm hại môi trường, ngoài phá hoại môi trường, rùa tai đỏ còn có thể mang vi khuẩn salmonella, gây bệnh thương hàn cho người đồng thời Tổ chức Bảo tồn thiên nhiên quốc tế (IUCN) xếp rùa tai đỏ đứng đầu trong 100 loài xâm hại nguy hiểm nhất thế giới. Rùa tai đỏ là một loài vật nuôi thông dụng và do đó đã phát triển ở nhiều vùng trên thế giới. Thịt rùa tai đỏ rất thơm ngon, không độc hại, nó là thực phẩm quý ở một số nước như Trung Quốc, Mỹ, Anh... Trung Quốc là nước lớn thứ hai nuôi rùa tai đỏ làm thực phẩm, sau Hoa Kỳ. Thịt rùa tai đỏ được chế biến thành các món ăn đặc sản, còn xương người ta dùng nấu cao, khách sang mới được mời ăn thịt rùa tai đỏ vì giá đắt. Tại Mỹ có nhiều trang trại nuôi rùa để xuất khẩu trứng và rùa sống làm thực phẩm. Mỗi năm Trung Quốc nhập từ Mỹ hàng triệu con rùa để làm thực phẩm và làm thuốc.

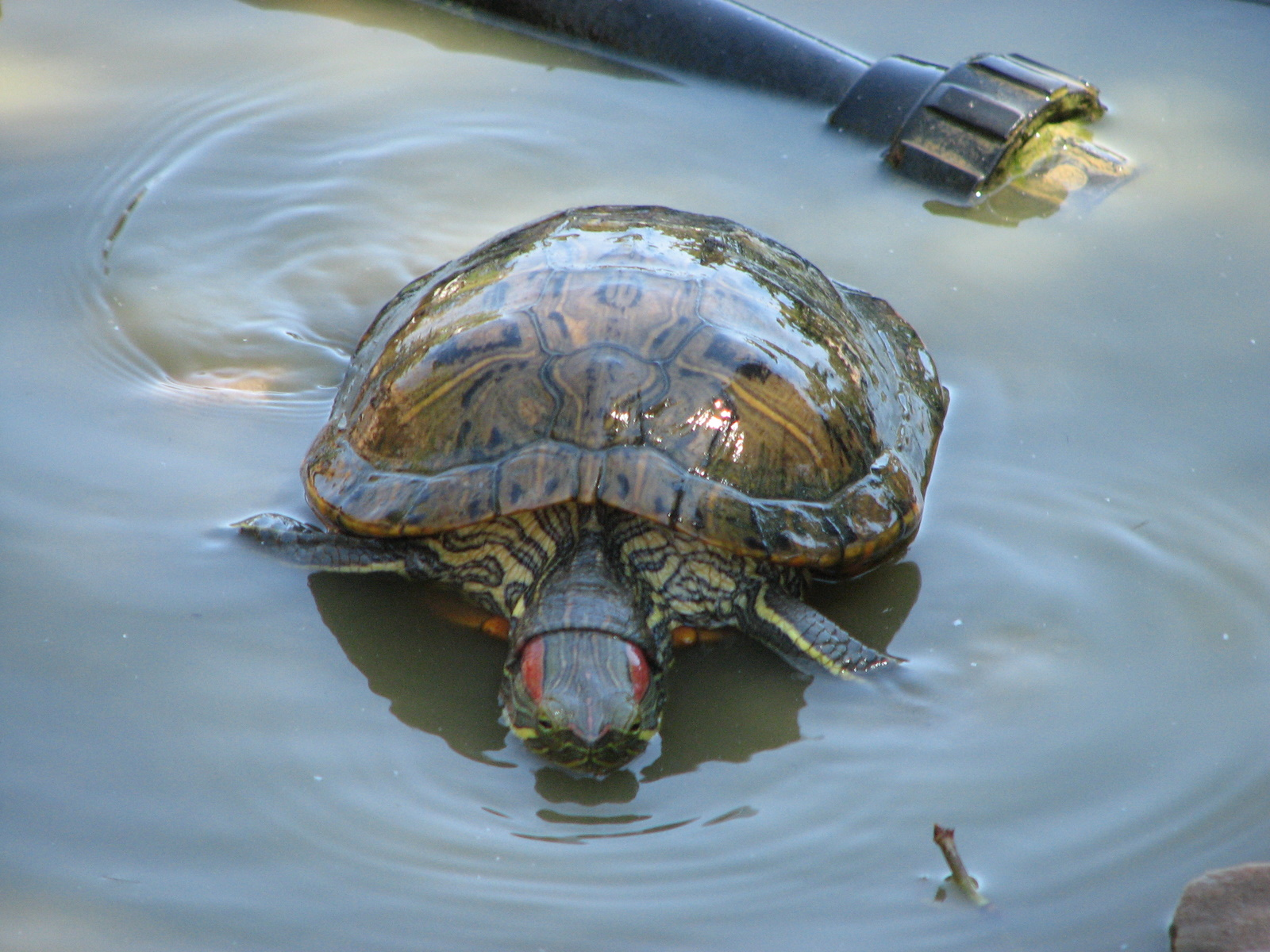
Rùa tai đỏ được nuôi để phóng sinh, từ đó gây ra hậu quả to lớn cho môi trường

Tại Việt Nam, rùa tai đỏ xuất hiện tại Việt Nam khoảng 10 năm trong đó xuất hiện nhiều tại Việt Nam khoảng 3 - 4 năm trở lại. Rùa tai đỏ đã có ở Việt Nam từ năm 1994, được người dân nuôi chủ yếu là làm cảnh và còn phóng sinh ra ao hồ bên cạnh đó cũng có một số nơi nuôi rùa tai đỏ để làm thịt bán. Sự kiện lớn liên quan đến rùa tai đỏ là khi rùa tai đỏ lần đầu tiên có mặt ở Việt Nam với số lượng lớn do Công ty cổ phần xuất nhập khẩu thủy sản Cần Thơ nhập từ Mỹ về 40 tấn. Đây là việc một công ty bản địa ở Việt Nam nhập khẩu hàng chục nghìn rùa độc với 40 tấn rùa tai đỏ về nuôi mục đích lấy thịt, sau đó ba hồ nuôi tại ấp Mái Dầm thuộc xã Phú Thành, huyện Trà Ôn, Vĩnh Long do Trung tâm giống và kỹ thuật thủy sản Cần Thơ quản lý, có hàng nghìn con rùa tai đỏ sinh sống, đã có 24.000 con rùa tai đỏ đã được thả nuôi tại Trung tâm giống và kỹ thuật thủy sản Cần Thơ, số rùa chết thống kê đã trên 5.200 con.
Mua rùa tai đỏ phóng sinh rằm tháng 7 do có tin đồn thả rùa rằm tháng 7 sẽ được may mắn, nhiều người Hà Nội đã đổ xô tìm mua về để phóng sinh. Rùa tai đỏ được bày bán trong các cửa hàng cá cảnh. Hầu hết những con rùa tai đỏ được bày bán tại các cửa hàng đều còn nhỏ, đường kính mai từ 4 đến khoảng 7–8 cm. Giá bán ngày thường 15.000-20.000 đồng một con, gần đến lễ Vu Lan được đẩy lên 30.000-35.000 đồng. Rùa càng lớn giá càng cao hơn, có khi lên tới 80.000 đồng một con Cũng tại đây, rùa tai đỏ được bày bán công khai tại một số tuyến phố chuyên bán cây, động vật cảnh. Nắm bắt được nhu cầu mua rùa của người dân về phóng sinh trong dịp rằm nên các chủ cửa hàng cũng tận dụng đẩy giá bán lên Người dân cũng thường phóng sinh ngày 23 tháng Chạp trong đó có nhiều rùa tai đỏ đây là việc phóng sinh vô ý thức của rất nhiều người. Phóng sinh có nghĩa là làm việc tốt, duy có một điều mà họ đã không nhớ là phóng sinh rùa tai đỏ không thể gọi là làm việc tốt, vì rùa tai đỏ sẽ xâm hại sinh vật và cả môi trường.
Tại Thành phố Hồ Chí Minh, nhiều người dân còn mang chúng đến chùa cúng rồi thả ra sông, có hàng chục ngôi chùa lưu giữ rùa tai đỏ do người dân mang đến phóng sinh. Chẳng hạn tại chùa Một Cột, chùa Ngọc Hoàng, số rùa tai đỏ lên đến ngàn con. Đa số rùa phóng sinh do các phật tử mua từ những người bán rong hoặc các tiệm bán cá cảnh kèm rùa. Đặc biệt trong những ngày rằm, trước những ngôi chùa lớn, số lượng rùa tai đỏ bày bán khá nhiều. Nhu cầu phóng sinh rùa của người dân đang biến những ngôi chùa ở Thành phố trở thành điểm thu hút rùa tai đỏ từ khắp các tỉnh, thành đổ về và rùa tai đỏ từ chùa sẽ tràn ra dòng sông, kênh rạch của Thành phố do nhà chùa không phân biệt loại rùa nguy hiểm này với các cá thể rùa khác nên thả chúng sống cùng nhau trong một ao nuôi. Với số lượng hàng ngàn rùa tai đỏ tập trung tại một ngôi chùa thì khó tránh chuyện nhà chùa đem ra sông phóng sinh, đã xảy ra hiện tượng những người bên ngoài vào chùa ăn cắp rùa để bán kiếm tiền Ngoài ra có những ghi nhận về việc đổ xô phóng sinh rùa tai đỏ tại hồ Thủy Liêm trên núi Cấm thuộc Tịnh Biên, An Giang, nhiều con rùa tai đỏ do khách hành hương thả cầu may tháng xá tội vong nhân
Việc nuôi rùa tai đỏ tại Việt Nam dấy lên tâm điểm dư luận xung quanh việc đánh giá tác động của loài rùa này. Luồng quan điểm phổ biến và được chính quyền ủng hộ cho rằng rùa tai đỏ là loài động vật ngoại lai xâm hại nguy hiểm, chúng hung dữ, ăn tất cả các loại cá nhỏ hơn nó và cả động vật thủy sinh khác, việc thoát ra môi trường, rùa tai đỏ gây ảnh hưởng nghiêm trọng đến cân bằng sinh thái bản địa, khi thoát ra tự nhiên, rùa tai đỏ sẽ cạnh tranh thức ăn, giao phối với rùa bản địa, dẫn đến lấn áp, ức chế hoặc tiêu diệt các loài sinh vật bản địa, phá vỡ cân bằng sinh thái chúng trở thành đối thủ cạnh tranh với các loài rùa nước bản địa, chúng có hệ thức ăn cũng giống với các loài rùa khác nên khi nhập loài này sẽ cạnh tranh. Đây là loài ăn tạp và có thức ăn gồm côn trùng, tôm, giun, ốc sên, lưỡng cư và cá con cũng như cả thực vật thủy sinh, Chúng cho gì ăn nấy, từ bắp cải, rau muống, đồ ăn khô, đến lá cây dâm bụt cũng ăn. Mỗi khi thả thức ăn xuống hồ, đàn rùa tai đỏ xông tới đớp xé, không một loài rùa nào khác đủ sức cướp miếng ăn trước miệng rùa tai đỏ. Chính bản chất ăn tạp và hung dữ đang giúp rùa tai đỏ sinh sản nhanh và trở thành nỗi khiếp sợ của những loài rùa khác. Rùa tai đỏ đang áp đảo các loài rùa quý khác, những loại rùa quý của Việt Nam như rùa răng, rùa đất lớn, rùa hộp lưng đen và đặc biệt là rùa Hồ Gươm... sẽ bị rùa tai đỏ tranh giành thức ăn dẫn đến suy kiệt rồi chết. Ngoài gây hại cho môi trường rùa tai đỏ còn là loài có khả năng mang vi khuẩn salmonella, vi khuẩn gây bệnh thương hàn đối với người. Đây cũng là mối nguy hiểm cho người dân sống trong vùng sông nước.
Tại Hồ Gươm, rùa tai đỏ nguy hại đã xuất hiện và phát triển ồ ạt, dù không xâm hại rùa Hồ Gươm, nhưng rùa tai đỏ là sinh vật sinh sôi rất nhanh, không khác gì ốc bươu vàng hại lúa, sẽ tranh nguồn thức ăn và xâm hại những sinh vật nhỏ hơn sống trong hồ. Những lo lắng hồ Gươm thành vương quốc rùa tai đỏ với hình ảnh hình ảnh hàng chục rùa tai đỏ giỡn nước cùng Rùa Hồ Gươm khiến các nhà môi trường thực sự lo ngại, bởi giống rùa này sẽ ăn hết màu xanh của Hồ Gươm, ảnh hưởng tới môi trường sống của rùa vàng, rùa tai đỏ tại Hồ Gươm thường leo lên các cành cây ven hồ để nghỉ ngơi sau khi ăn no, thời gian thường vào các buổi trưa hoặc chiều. Loài rùa này sống trong môi trường Hồ Gươm sẽ ăn hết thức ăn của Rùa vàng, gây ô nhiễm nguồn nước. Người ta từng phải đề xuất phương án diệt rùa tai đỏ Hồ Gươm bằng cách dùng lồng thức ăn hoặc bè nổi để nhử và bắt rùa tai đỏ, sử dụng bè nổi ở hồ Gươm để rùa tai đỏ bò lên, vì loại rùa này rất thích sưởi nắng, sau đó sẽ dung giật cho rùa này rơi xuống, ở dưới có lưới kéo lên, tiến hành thu gom. 

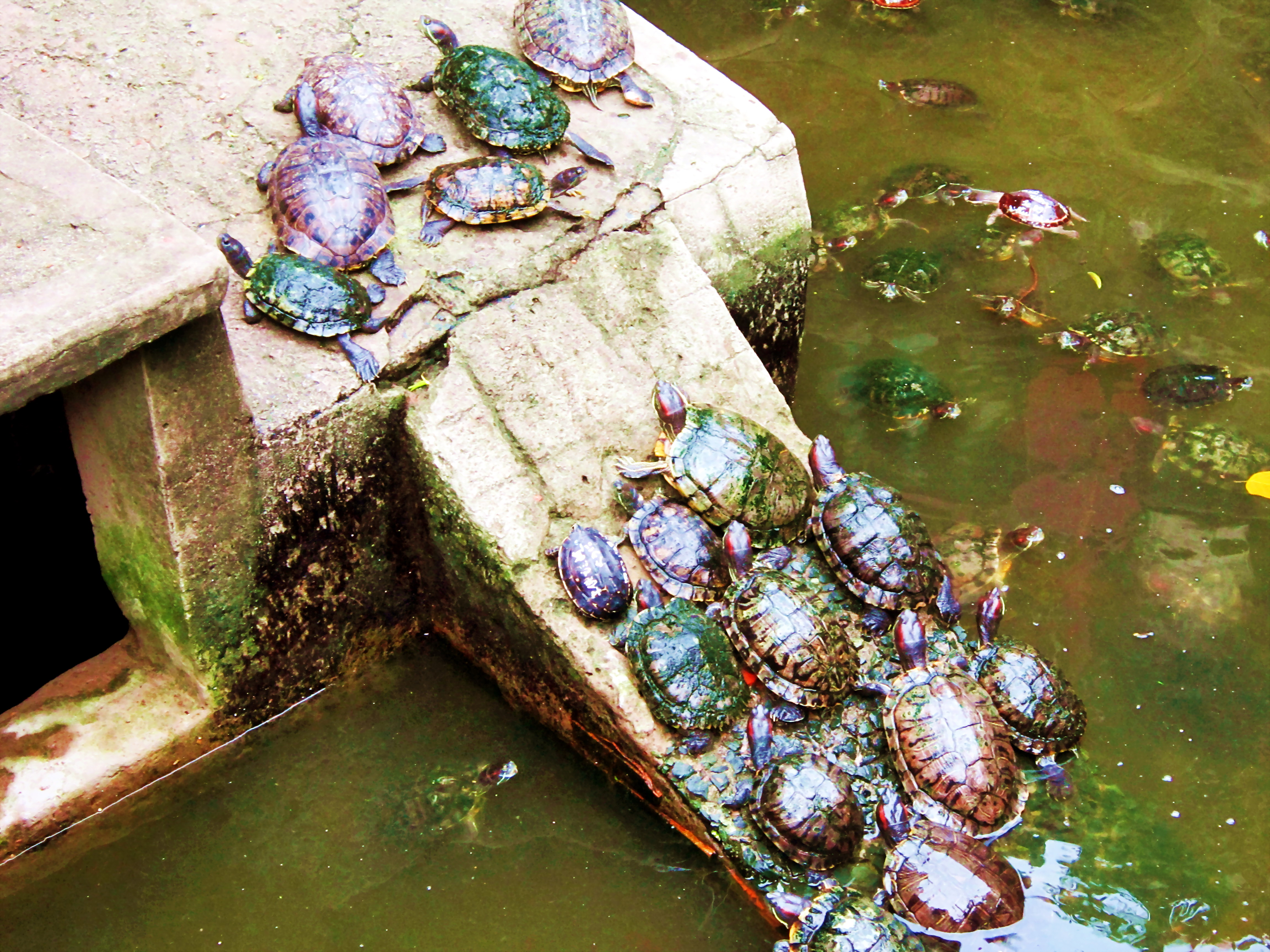
Rùa phóng sinh ở chùa Ngọc Hoàng

Dư luận Việt Nam còn tranh cãi về việc hủy hay ăn rùa tai đỏ. Rùa tai đỏ cũng là nguồn bổ dưỡng, được nuôi kinh doanh và làm thực phẩm phổ biến ở không ít quốc gia, ăn rùa tai đỏ rất ngon, ngon hơn cả ba ba, khi làm thịt, chỉ cần bỏ hết nội tạng. Những con rùa tai đỏ nửa cân trở lên là làm thực phẩm cho người được Rùa tai đỏ là một loài ngoại lai có đặc điểm ăn tạp và tranh cướp môi trường sống dẫn đến hủy hoại các loài khác để sinh tồn, việc loại bỏ rùa tai đỏ là để bảo vệ môi trường sống cho các loài sinh vật khác chứ không phải vì nó độc hại. Ở bản địa, rùa tai đỏ không phải là sinh vật gây hại do nó có những đặc tính thích nghi khác. Khi di cư sang vùng khác, tính cô lập cao tạo ra tính cạnh tranh của chúng lớn, dẫn tới đe dọa sự sống của các loài khác Rùa tai đỏ được xếp thứ tự gần cuối cùng chứ không phải là đứng đầu. Hiện chưa có tài liệu khoa học chính thống nào nói rùa tai đỏ phá hoại mùa màng hay truyền dịch bệnh, là sát thủ thầm lặng, là đại họa cho nông nghiệp. Tuy nhiên, nếu trong môi trường bẩn có chứa vi khuẩn salmonella gây bệnh thương hàn thì bất cứ loài nào ở trong đó cũng sẽ nhiễm và truyền bệnh chứ không chỉ riêng loài rùa này. Chưa thấy có phản ánh nào về việc truyền dịch bệnh, ảnh hưởng tới môi trường sinh thái hay phá hoại mùa màng
Có ý kiến cho rằng rùa tai đỏ thường ăn tất cả các loại cây, rau nổi, rùa tai đỏ hầu như không bao giờ ăn các động vật sống và chuyển động. Nhưng nếu là động vật chết và thối thì đấy lại là món khoái khẩu của chúng. Chẳng hạn như khi thả da trâu xuống, chúng ăn hết nhưng khi thả cá sống, chúng không ăn, nếu cá chết, nó ăn ngay, để dụ rùa tai đỏ, cho đặt mồi là thức ăn thối rữa với lượng vừa đủ để không làm ô nhiễm môi trường nước hồ, sau đó sử dụng hệ thống bè tre, nơi để cho rùa tai đỏ phơi nắng. một số loại tảo ở hồ Gươm có thể là thức ăn tốt cho rùa tai đỏ nhưng hồ Gươm không phải là môi trường lý tưởng cho chúng sinh sản. Như nhiều loài rùa khác, rùa tai đỏ cần có bãi cát không chỉ để phơi nắng mà còn để sinh sản. Nếu ngăn chặn được nạn thả phóng sinh rùa tai đỏ xuống hồ Gươm khả năng sinh sôi của chúng ở hồ Gươm là rất thấp, trứng ở dưới bùn sẽ bị thối. Trứng để trên cạn sẽ bị chuột tấn công. Rùa tai đỏ con còn là thức ăn của các loài thiên địch khác như cá trê, cá chim.

### Rùa núi vàng
Rùa núi vàng là rùa cạn do đó người ta hay cho ăn chay. Thức ăn chính là các loại rau: xà lách, cải ngọt, rau lang, rau muống... và các loại củ quả cà chua, cà rốt, dưa leo, chuối...một số còn có thể cho rùa núi vàng ăn thịt, tôm, cá. Rùa núi vàng là rùa cạn do đó không cần phải ngâm nước quá nhiều hoặc là tắm nhiều lần cho rùa. Ánh nắng mặt trời vào sáng sớm, là thuốc phòng bệnh khá hữu ích cho loại rùa. Nhìn chung rùa núi vàng là loại rùa cạn, do đó có quan niệm rằng chúng ăn ít và sống dai, nhiều người để rùa ở gậm giường, gầm máy giặt để chúng ăn muỗi, gián và chuột chết, tuy nhiên trong thực tế rùa cạn là loài bò sát có khả năng săn bắt mồi kém. Do vậy phần lớn là chúng ăn thực vật. Rùa không có răng, nó dùng hàm được phủ lớp sừng để xé thức ăn nhỏ ra. Thức ăn chúng thích là hạt đậu hòa lan, đậu bi, rau xanh, cải bắp, cà rốt, củ cải. Chúng cũng thích trái cây như chuối, dưa hấu, dâu tây; và hoa như hoa hồng, dâm bụt. Những con rùa nuôi sẽ thích ăn rau trái, hoa quả trong vườn nơi nó ở, ngoài ra chúng cũng cần được bổ sung các loại ngũ cốc, cá nhỏ và khoáng chất khác, những con rùa cần được thả tự do trong mảnh vườn được rào chắn. Trong điều kiện này, chúng có thể tự kiếm thức ăn thích hợp với thực đơn của chúng. Cần cho chúng tránh những nơi có hóa chất như thuốc trừ sâu hoặc nơi có cây hoặc rau quý.

### Rùa câm
Ở Việt Nam, rùa câm được nuôi để lấy thịt và thường xuất bán sang Trung Quốc. Được coi là một loại thần dược theo quan niệm Đông Y nên được nuôi nhốt nhiều. Chăm sóc rùa từ khi mới nở đến 5 tháng tuổi là rất quan trọng. Sau vài tuần lễ rùa sẽ nở. Chúng sẽ không được nhìn thấy ánh sáng mặt trời từ khi nở cho đến khi được "xuất chuồng". Giai đoạn này rùa câm con còn yếu, sức đề kháng chưa cao. Do vậy, chúng dễ mắc bệnh do môi trường sống mang lại.
Thông thường giai đoạn này, rùa câm được nuôi trong chậu có đường kính 60 cm để thuận lợi trong việc theo dõi, phát hiện nấm bệnh ở rùa. Trong 3 ngày đầu sau khi nở, rùa không ăn, bởi năng lượng tích lũy vẫn còn. Thời gian này rùa chủ yếu làm quen với môi trường mới.Đến ngày thứ 4 bắt đầu cho rùa ăn tự do. Đến khoảng 2 tháng tuổi, lượng thức ăn cho 30 con rùa là vào khoảng 2-3 lạng tôm cá nhỏ.
Khi rùa đạt 5 tháng tuổi, lúc này cơ thể đã cứng cáp trọng lượng cũng tăng lên và khả năng thích nghi môi trường tốt hơn. Cần tiến hành cho rùa vào bể nuôi. Mật độ là 100 con/ 1.5m2. Lượng thức ăn trong giai đoạn này cần khoảng 5-6 lạng thức ăn mỗi ngày và cho ăn một lần vào buổi chiều tối. Mỗi ngày sau khi cho ăn xong cần thay nước và vệ sinh sạch bể nuôi.
Rùa câm khoảng 5 năm tuổi đã đạt trọng lượng tối đa, nếu ăn nhiều chúng dễ béo phì, ảnh hưởng tới việc đẻ trứng. Với 1 rùa đực và 4 rùa cái trong một ngăn, hai ngày cho ăn một lần tương đương với 3-5% tổng trọng lượng cơ thể rùa. Cần bổ sung thêm lượng hoa quả để rùa có đủ chất khoáng. Sau khi cho rùa ăn xong, cần vệ sinh sạch sẽ cho rùa giao phối được thuận lợi. Trước thời gian rùa sinh sản khoảng 1-2 tuần cần chú ý vệ sinh ngăn cát. Đảm bảo ngăn cát thông thoáng sạch sẽ. Tạo độ ẩm của ngăn cát khoảng 70% để rùa đẻ thuận lợi hơn. Ở độ ẩm này rùa dễ dàng bới tạo ổ để đẻ.